# Bùi Sơn Duân
Bùi Sơn Duân (1932-2001) có nghệ danh Lam Sơn là đạo diễn điện ảnh người Việt Nam, ông được biết đến từ trước năm 1975 với bộ phim điện ảnh trắng đen Như hạt mưa sa do ông sản xuất và đạo diễn.

## Cuộc đời
Bùi Sơn Duân sinh năm 1932 tại Phú Yên và mất vào tháng 2 năm 2001 tại Pomona, California, Hoa Kỳ. Ông là bác ruột của diễn viên Thương Tín, nhiều bộ phim sản xuất sau năm 1975 do ông chỉ đạo có sự tham gia diễn xuất của Thương Tín. Ngoài ra, các bộ phim của ông thường có phần nhạc do Y Vân và hình ảnh do Trần Đình Mưu đảm nhận.

## Sự nghiệp
Trước 1975, Bùi Sơn Duân cộng tác với Trung tâm Quốc Gia điện ảnh thuộc bộ Thông Tin của chính phủ Việt Nam Cộng hòa, thời gian này, ông chủ yếu thực hiện phim tài liệu rồi chuyển sang đạo diễn phim truyện. Vào năm 1969, ông ra lập hãng phim riêng lấy tên gọi Việt Ảnh, trụ sở đặt tại giao lộ Pasteur – Hiền Vương, Quận 3, Sài Gòn. Nhiều nghệ sĩ, diễn viên thường xuyên tham gia các bộ phim của hãng như Trần Quang, Tâm Phan, Đoàn Châu Mậu, Lý Huỳnh, Bạch Tuyết, và nhà quay phim Trần Đình Mưu. Bùi Sơn Duân đã tạo ra một cuộc “cách mạng” cho nền điện ảnh của Việt Nam Cộng hòa khi quy tụ tất cả diễn viên điện ảnh mới và cũ cùng làm phim, đặc biệt vai chính ông thường chọn một nghệ sĩ cải lương nổi tiếng thời đó đóng vai chính. Bộ phim Tấm thẻ bài do Bùi Sơn Duân và Việt Ảnh Films sản xuất năm 1972 đã bị Bộ Thông tin và Tổng cục Chiến tranh Chính trị của Việt Nam Cộng hòa cấm với lý do Phim nói lên thực trạng Chiến tranh Việt Nam và ca khúc chính của phim gây có thể khiến cho binh lính sợ chiến đấu.
Sau năm 1975, Bùi Sơn Duân lấy nghệ danh là Lam Sơn trong biên chế của Xưởng phim Tổng hợp Thành phố Hồ Chí Minh, một số bộ phim thành công mà ông đạo diễn trong thời gian này như: Giữa hai làn nước, Đường dây Côn Đảo, Tiếng đàn, Chiếc vòng bạc, Hai Cũ.
Năm 1990, Bùi Sơn Duân nhập cư Hoa Kỳ và thành lập Hội Ðiện ảnh Việt Nam Hải Ngoại.

## Tác phẩm
| Năm  | Tựa đề                          | Đạo diễn chính | Đồng đạo diễn | Chú thích |
| ---- | ------------------------------- | -------------- | ------------- | --------- |
| 1969 | Ba gô gái suối Châu             |                |               |           |
| 1971 | Như hạt mưa sa                  |                |               |           |
| 1972 | Như giọt sương khuya            |                |               |           |
| 1972 | Tấm thẻ bài                     |                |               | [ 5 ]     |
| 1973 | Đời chưa trang điểm             |                |               |           |
| 1973 | Đôi bông tai                    |                |               |           |
| 1975 | Hải vụ 709                      |                |               |           |
| 1977 | Giữa hai làn nước               |                |               |           |
| 1978 | Bản nhạc người tù               |                |               |           |
| 1979 | Đám cưới chạy tang              |                |               |           |
| 1980 | Đường dây Côn Đảo               |                |               |           |
| 1980 | Chiếc vòng bạc                  |                |               |           |
| 1981 | Tiếng đàn                       |                |               |           |
| 1985 | Hai Cũ                          |                |               |           |
| 1987 | Con gái ông thứ trưởng          |                | Xuân Cường    |           |
| 1988 | Biển bờ                         |                |               |           |
| 1989 | Lửa cháy thành Đại La           |                |               |           |
| 1989 | Chiều sâu tội ác (Đêm săn tiền) |                |               | [ 7 ]     |
| 1993 | Gia đình cô Tư                  |                |               |           |

## Giải thưởng
| Năm  | Giải thưởng                       | Hạng mục đề cử       | Tác phầm             | Kết quả       | Chú thích    |
| ---- | --------------------------------- | -------------------- | -------------------- | ------------- | ------------ |
| 1974 | Kim Khánh Nghệ Thuật              | Đạo diễn xuất sắc    | Như giọt sương khuya | Đoạt giải     | [ 8 ]        |
| 1974 | Kim Khánh Nghệ Thuật              | Phim được ái mộ nhất | Như giọt sương khuya | Đoạt giải     | [ 8 ]        |
| 1977 | Liên hoan phim Việt Nam lần thứ 5 | Phim truyện nhựa     | Giữa hai làn nước    | Bằng khen     | [ 9 ] [ 10 ] |
| 1988 | Liên hoan phim Việt Nam lần thứ 8 | Phim truyện nhựa     | Hai Cũ               | Giải đặc biệt |              |